# ۲-کوینولون
۲-کوینولون یا ۲-کینولون (به انگلیسی: Quinolone) ترکیبی آلی است که به طور ساختاری با کینولین مرتبط است. این ماده، توتومر اکثریت است که در تعادل با ۲-کوینولینول قرار دارد. این ماده را می توان به عنوان آمید حلقوی طبقه بندی کرد، ازین رو، از آن به عنوان ایزواستری برای پپتیدها و دیگر اهداف موردعلاقه در داروشناسی می توان استفاده کرد. ایزومر ۴-کوینولون والد دسته بزرگی از آنتی بیوتیک‌های فلوروکینولون می باشد.

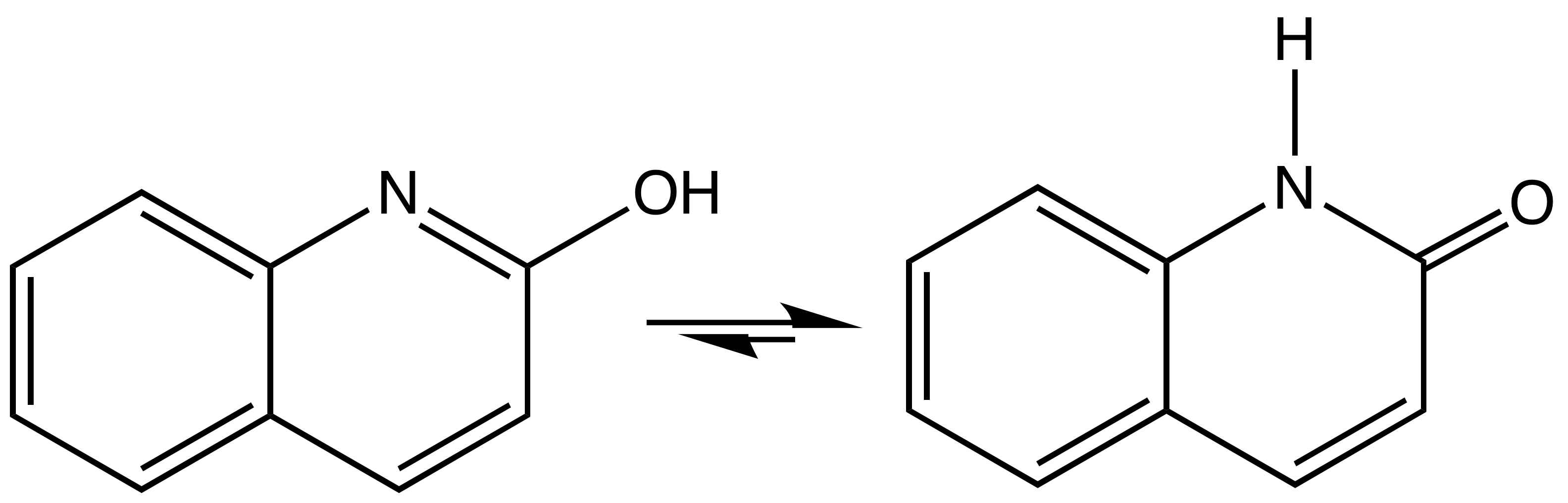
۲-کوینولون (راست) و توتومر آن ۲-هیدروکسیکوینولون (چپ)